# M·吉恩·麦克莱恩
M·吉恩·麦克莱恩（1878年9月14日－1964年1月23日），是一位美国肖像画家。她的作品在美国和欧洲展出并获奖。她画妇女和儿童的肖像画。麦克莱恩还为希腊和澳大利亚总理以及比利时女王伊丽莎白创作了肖像画。

## 个人生活

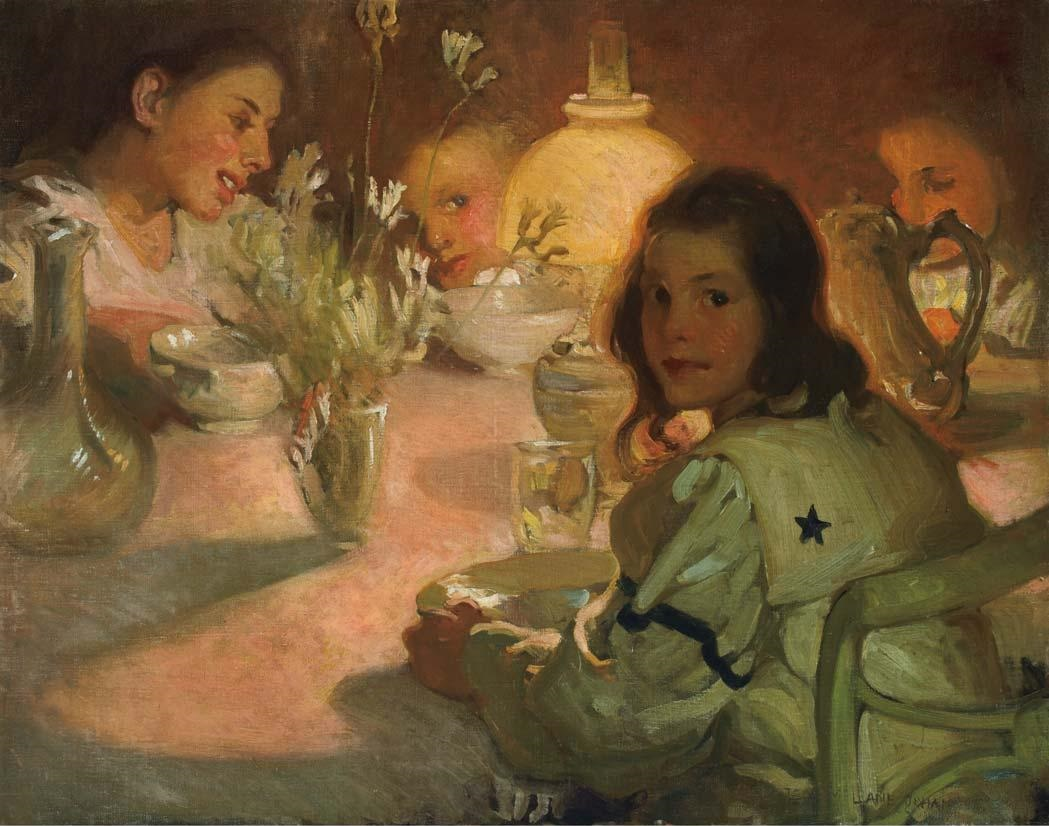
吉恩·麦克莱恩，《下午茶时间》，1905 年

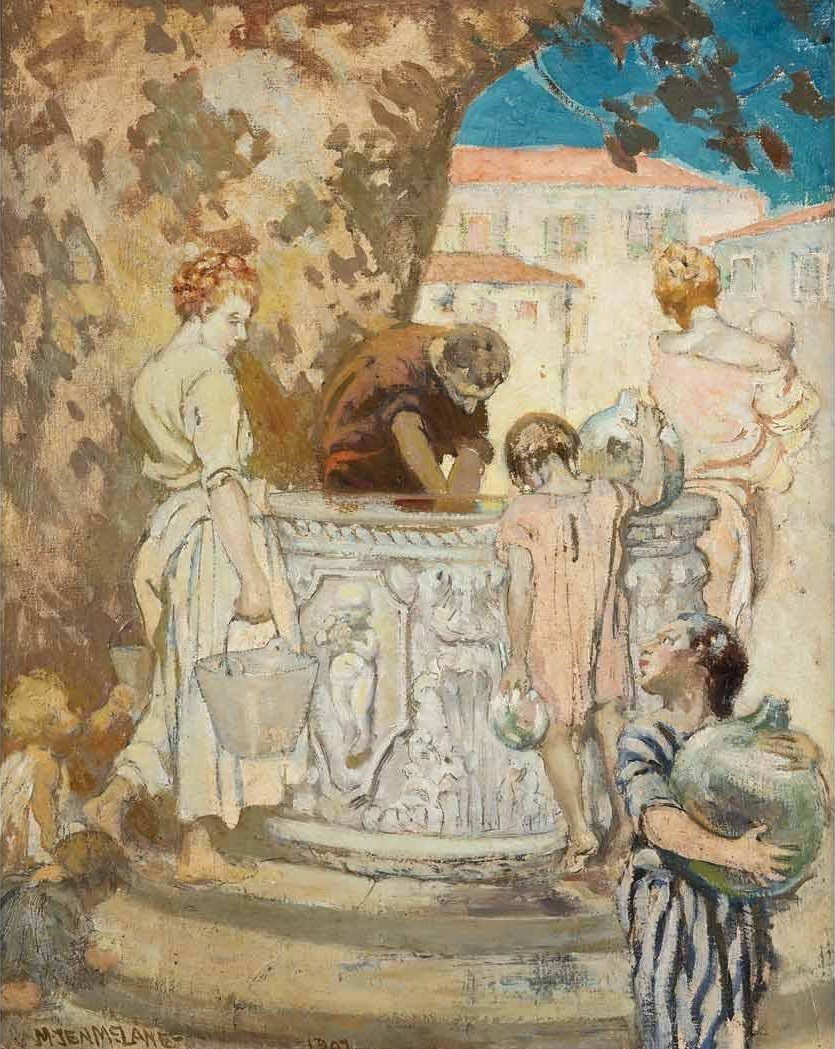
M.吉恩·麦克莱恩， 《威尼斯井》 ，1907 年

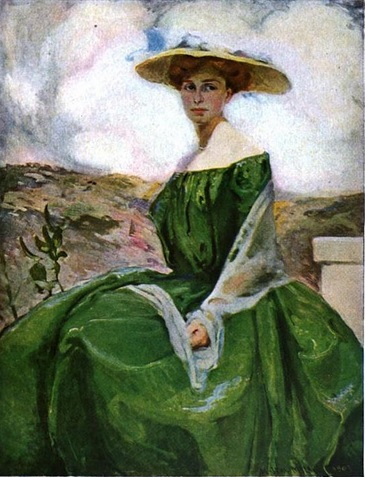
《绿衣女孩》，1912 年

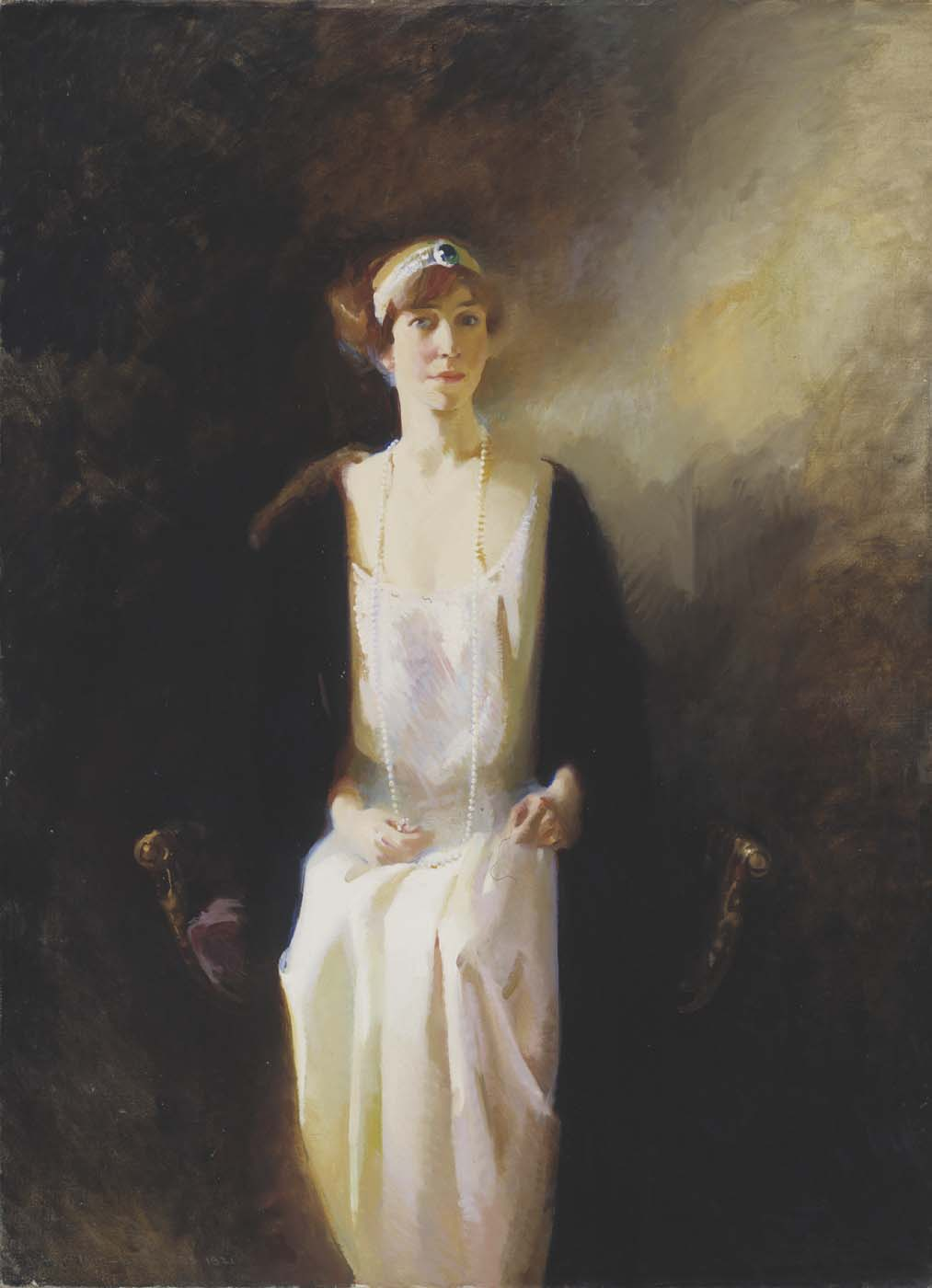
吉恩·麦克莱恩，比利时女王伊丽莎白，1921 年，史密森学会艺术博物馆

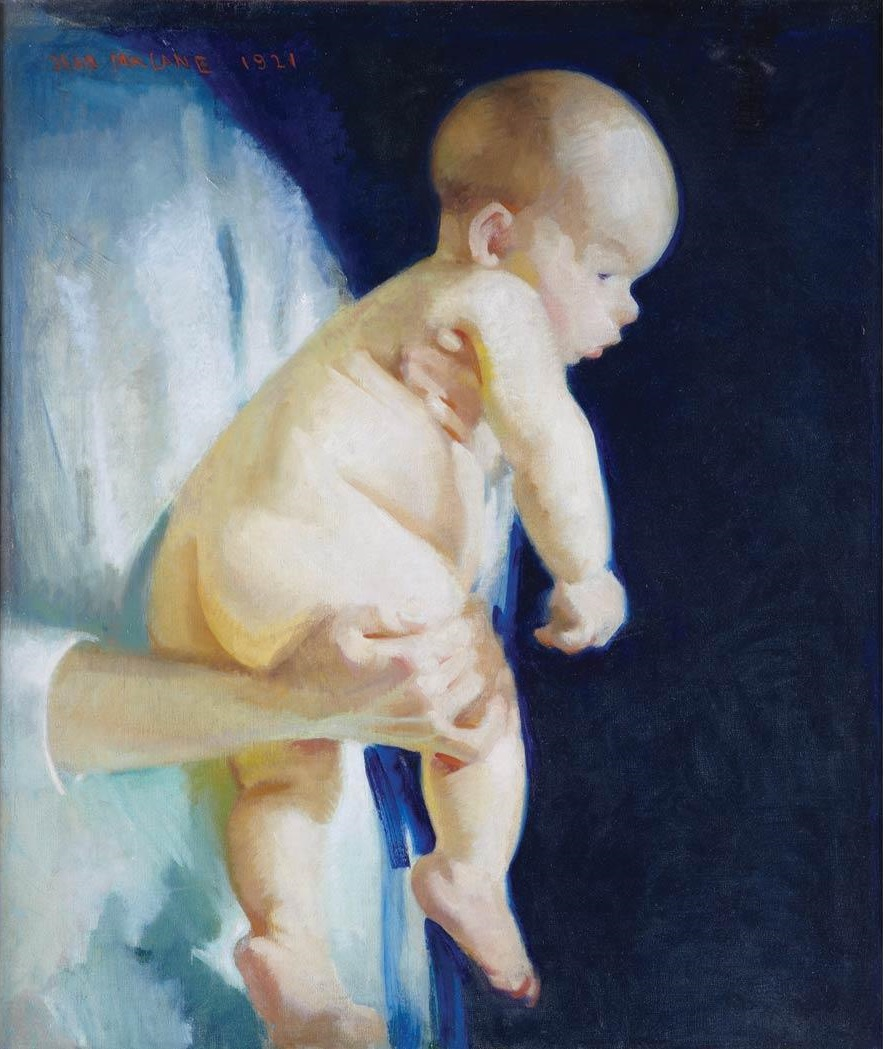
吉恩·麦克莱恩，前往巴斯，1921 年

默特尔·简·麦克莱恩 1878 年 9 月 14 日出生于伊利诺伊州芝加哥
在芝加哥艺术学院就读时，她遇到了约翰·克里斯汀·约翰森，后来成为他的妻子。 然后她拥有了一个工作室并住在纽约。 他们有一个儿子约翰和女儿玛格丽特。 这家人在马萨诸塞州斯托克布里奇的韦伯恩山度过了夏天，有时还去欧洲旅行。他们的冬天是在格林威治村度过的。 
她于康涅狄格州斯坦福德去世；她当时的住所位于康涅狄格州新迦南。 

## 教育
她首先在芝加哥艺术学院跟随约翰·范德普尔学习，后来又在辛辛那提跟随弗兰克·杜文内克 和纽约市威廉·M·蔡斯学习。 
麦克莱恩还曾在意大利、西班牙和法国学习。 

## 职业
1912 年，约翰森和麦克莱恩帮助成立了国家肖像画基金会。应一群慈善家的要求，帮助描绘第一次世界大战期间的盟军领导人 ，她提供了唯一的女性主题，比利时伊丽莎白女王， 这幅画今天在美国国家艺术博物馆展出。 
1912年，她当选为国家设计学院院士，并于1926年当选为正式院士她是国家肖像画家协会的成员。 
她的《弗吉尼亚和斯坦顿·阿诺德肖像》（兄妹）荣获 1913 年美国国家设计学院第三届霍尔加滕奖，  ，并荣获 1914 年宾夕法尼亚美术学院最佳具象作品利平科特奖美国油画艺术家。 她的画作《埃德蒙·利比夫人肖像》入选第四届美国艺术家精选画作年展 ，《婴儿》则入选了底特律博物馆举办的第五届美国艺术家精选画作年展[3]。 
她为比利时女王伊丽莎白、澳大利亚总理休斯和总理韦尼泽洛斯画像。 她和丈夫是受国家肖像画廊委员会委托创作第一次世界大战士兵和政治家肖像的艺术家之一。另一位女艺术家是塞西莉亚·博克斯 。包括约翰森《1919 年 6 月 28 日签署和平条约》在内的 20幅肖像展在美国城市中流传。 
她的作品被大都会艺术博物馆和史密森尼美国艺术博物馆收藏。 她的作品还入选了1932年夏季奥运会美术比赛绘画项目。 

## 奖项
她曾获得以下奖项： 
- 1904 年 – 圣路易斯世界博览会铜牌
- 1907 – 一等奖，国际联赛，巴黎
- 1907 年 –纽约女子艺术俱乐部埃林奖
- 1908 – 一等奖，国际联赛，巴黎
- 1908 年 – 伯吉斯奖，纽约女子艺术俱乐部
- 1910 – 银牌，布宜诺斯艾利斯国际博览会
- 1912 年 – 美国国家设计学院朱莉娅·A·肖奖
- 1913 年 – 国家设计学院第三届 Hallgarten 奖
- 1914 年 – 宾夕法尼亚美术学院沃尔特·利平科特奖

## 作品
麦克莱恩的一些作品包括：
- 秋风，1911 年[20]
- 秋叶[21]
- 放风筝的男孩，1911 年[20]
- 兄妹，1913年[22]
- 伊丽莎白·布尔曼， 1900 年代至 1910 年代，大都会艺术博物馆[17]
- 灰衣女孩，托莱多美术馆[22]
- 绿衣少女，1912年[22]
- 约翰森女孩，1930 年[21]
- 意大利母亲和婴儿，1911 年[20]
- 意大利护士和孩子，1911 年[20]
- 笑妈妈和宝贝，1911 年[20]
- 玛格丽特和她的兄弟，1917 年[21]
- 马克尔儿童[21]
- 小豪森尼尔大师， 1913 年[21]
- 早上，1925 年[21]
- 母亲和婴儿，秋天，1911 年[20]
- 母亲和婴儿，春天，1911 年[20]
- 约翰森先生，1926年[21]
- 范妮·E·戴维斯夫人，1934 年[21]
- 亨利·哈蒙德夫人和女儿，1912 年[22]
- 麦基夫人，1912 年[21]
- 特雷西·沃茨夫人[21]
- 沃尔布里奇夫人[21]
- 在山顶上，1908 年[22]
- 小吉尔伯特·巴顿的肖像，1911 年[20]
- 小吉尔伯特·巴顿的肖像，1911 年[20]
- 婴儿玛格丽特·约翰森的肖像，1911 年[20]
- Filo H. 大师的肖像，1911 年[20]
- 玛格丽特·罗兹小姐的肖像，1911 年[20]
- 露丝·K. 小姐的肖像，1911 年[20]
- 伊诺斯·M·巴顿夫人的肖像，1911 年[20]
- 芬利·D·库克夫人的肖像，1911 年[20]
- 阿诺德夫人和孩子们的肖像，1911 年[20]
- GA 斯达达特·肯尼迪牧师，1924 年[21]
- 甜豌豆，1911 年[20]
- 网球日，1932 年[21]
- 羽毛帽 （页面存档备份，存于）[23]

## 进一步阅读
- Toledo Museum of Art; John Christen Johansen; Jean MacLane. . Toledo Museum of Art. 1910.